# Herbert Lindström
Carl Herbert Lindström (* 16. März 1886 in Harö; † 26. Oktober 1951 ebenda) war ein schwedischer Tauzieher.

## Erfolge
Herbert Lindström gehörte bei den Olympischen Spielen 1912 in Stockholm zur schwedischen Mannschaft im Tauziehen. Bei dem Wettbewerb traten lediglich zwei Mannschaften an, nachdem sich von den ursprünglich fünf gemeldeten Mannschaften Österreich, Böhmen und Luxemburg vor dem Turnierbeginn zurückgezogen hatten. Die acht Schweden traten für die Stockholmspolisens an, aus der direkt im Anschluss der Spiele heraus der Stockholmspolisens IF gegründet wurde. Lindström war dabei als Fischer das einzige Mannschaftsmitglied, das kein Polizist war. Die britische Mannschaft bestand aus acht Vertretern der City of London Police. Mit 2:0 setzten sich die Schweden gegen die Briten durch, womit Lindström gemeinsam mit Arvid Andersson, Adolf Bergman, Johan Edman, Erik Algot Fredriksson, August Gustafsson, Carl Jonsson und Erik Larsson als Olympiasieger die Goldmedaille erhielt.
Lindström starb an einer Lungenentzündung, die er sich im Herbst 1951 zugezogen hatte, nachdem er an einem kalten Abend mit seinem Boot gekentert war.